# Ape-huci-kamuy
Ape-huci-kamuy (ape = „Feuer“, huci = „alte Frau“, kamuy = „Gott“; Ainu アペフチカムィ, Ape fuchi kamui) bzw. Ape-kamuy (Ainu アペカムィ), vollständiger Name Apemerukoyan-mat Unamerukoyan-mat, ist die Feuergöttin der Ainu (nordjapanische Ureinwohner). Sie hat ihren Wohnsitz unter dem häuslichen Herd und spendet von dort aus der Familie Wärme und Frieden. Ihr Gatte ist Cise-kor-kamuy (auch: Cise-kor-inaw), der Schutzgott des Hauses. Ihre Geschwister sind Hasinaw-uk-kamuy, die Göttin der Jagd, Nusa-or-kamuy und einige andere. Laut dem Missionar John Batchelor fungiere sie, in der Religion der Ainu, bei der Übermittlung der Nachricht, ob ein Verstorbener nach seinem Tod in den Himmel oder in die Hölle komme. Der Anthropologe Neil Gordon Munro gibt dagegen jedoch an, dass dies aus der Ainu-Mythologie nicht hervorgehe und ihr in dieser nur eine strafende Funktion im Diesseits zukomme.